# Osmakasaurus
Osmakasaurus depressus
Genre
Espèce
Osmakasaurus (signifiant « lézard du canyon », ósmaka signifiant « canyon » dans la langue Lakota) est un genre éteint de dinosaures Iguanodontia herbivore. Il s'agit d'un Iguanodontia basal qui a vécu au cours du Crétacé inférieur (âge Valanginien) dans ce qui est maintenant Buffalo Gap du Dakota du Sud, aux États-Unis. Il est connu du membre Chilson de la formation Lakota (en). Ce genre a été nommé par Andrew T. McDonald (d) en 2011 et l'espèce type est Osmakasaurus depressus.

## Découverte et dénomination
L'holotype, USNM 4753, a été découvert par Nelson Horatio Darton (en) en 1896 dans une couche de la Formation Lakota. L'espèce type O. depressus était auparavant appelée Camptosaurus depressus, et a été décrite pour la première fois en 1909 par Charles W. Gilmore,. Elle a été assignée au genre Planicoxa sous le nom de Planicoxa depressa en 2008. En 2011, elle a été assignée au nouveau genre Osmakasaurus.

## Classification
D'abord intégré parmi les Styracosterna en 2011, il sera ensuite reclassé en tant qu'Iguanodontia basal par Herne et al. en 2019,.